# إيلي أونانا
إيلي أونانا (بالفرنسية: Elie Onana)‏ (مواليد 13 أكتوبر 1951) هو لاعب كرة قدم. يلعب مع منتخب الكاميرون لكرة القدم. سبق له أن لعب في كأس العالم لكرة القدم مع منتخب بلاده.

## روابط خارجية
- إيلي أونانا على موقع الاتحاد الدولي (مؤرشف)  (الإنجليزية)
- إيلي أونانا على موقع قاعدة بيانات كرة القدم.إي يو (الإنجليزية)
- إيلي أونانا على موقع ناشيونال فوتبول تيمز (الإنجليزية)
- إيلي أونانا على موقع عالم كرة القدم.نت (الإنجليزية)
- إيلي أونانا على موقع أوليمبيديا (الإنجليزية)